# 35 레우코테아
35 레우코테아 (35 Leukothea)는 소행성대 외곽에 위치한 크고 어두운 소행성이다. 이 소행성은 1855년 4월 19일 독일의 천문학자 로버트 루터가 뒤셀도르프에서 발견했으며 그리스 신화에 나오는 바다의 여신 레우코테아에서 이름을 따왔다. 

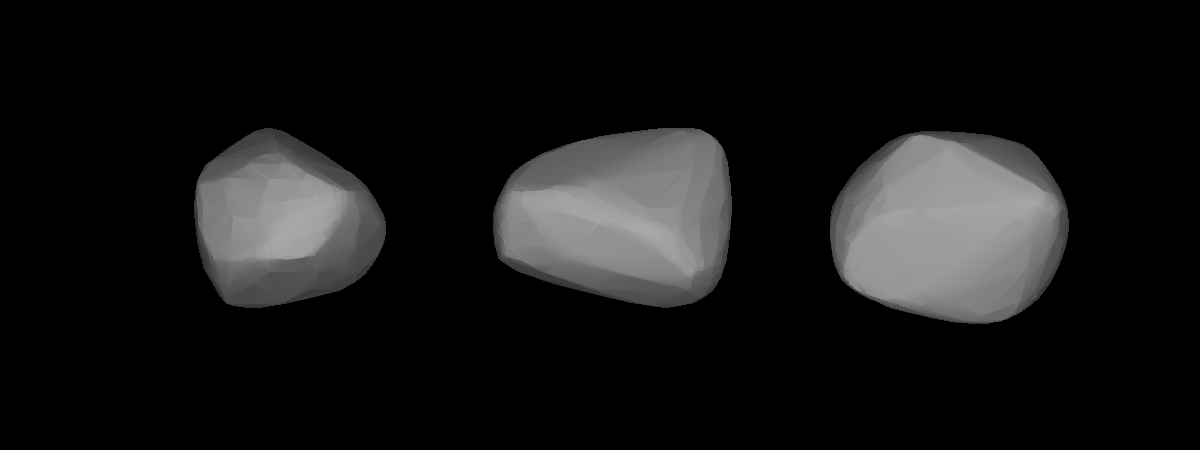
광도 곡선을 기반으로 모델링한 35 레우코테아의 3차원 모델

35 레우코테아는 C형 소행성으로 탄소질 구성이다. 5.17년을 주기로 태양을 공전하고 있으며 직경은 103.1km이다.